# Stationsplein (Rosmalen)
Het Stationsplein is een plein in Rosmalen bedoeld voor parkeren.
Het plein is in 1981 aangelegd bij de heropening van station Rosmalen. Voorheen stond het spoorwegstation aan de Stationsstraat. Bij de vorming van de Nederlandse Spoorwegen in 1938 werd Rosmalen niet meer bediend door de trein. Pas als Rosmalen weer een nieuw station krijgt, blijkt dat er bij het oude station te weinig ruimte is voor parkeergelegenheid bij het station. Besloten werd om tegenover het toenmalige gemeentehuis van Rosmalen een station te bouwen met daarbij een plein om te parkeren.
Op het plein stopt de buurtbus 251 naar Uden.

## Trivia
- De naam Stationsplein is een van de weinige namen die dubbel voorkomt in de gemeente 's-Hertogenbosch. Ook station 's-Hertogenbosch staat aan het Stationsplein.